# Caminant Junts
Caminant Junts (en castellà: Caminando Juntos) és un partit polític espanyol d'ultradreta fundat per Macarena Olona després de la seva sortida de VOX el 2022 i amb l'anunci del president del Govern d'Espanya Pedro Sánchez, d'eleccions el 23 de juliol del 2023. El nom del seu partit fa referència al Camí de Santiago, ja que el primer projecte d'Olona després de deixar VOX va ser recórrer aquest camí.